# Arkaitz Mariezkurrena
Arkaitz Mariezkurrena Etxezarreta (Astigarraga, 5 de abril de 2005) es un futbolista español que juega de delantero para la Real Sociedad "B" de la Primera Federación.

## Biografía
Tras empezar a formarse como futbolista en las categorías inferiores de la Real Sociedad, finalmente fue convocado por el primer equipo en la temporada 2024-25, haciendo su debut el 21 de noviembre de 2024 en la Copa del Rey contra el FC Jove Español San Vicente. El 2 de marzo debutó en la Primera División contra el FC Barcelona tras sustituir a Ander Barrenetxea en el descanso.

## Clubes
| Club              | País   | Año       | Partidos | Goles |
| ----------------- | ------ | --------- | -------- | ----- |
| Real Sociedad "C" | España | 2022-2024 | 24       | 8     |
| Real Sociedad "B" | España | 2023-     | 49       | 5     |
| Real Sociedad     | España | 2024-     | 11       | 2     |